# Dalton City, Illinois
Dalton City là một làng thuộc quận Moultrie, tiểu bang Illinois, Hoa Kỳ. Năm 2010, dân số của làng này là 544 người.

## Dân số
Dân số qua các năm:
- Năm 2000: 581 người.
- Năm 2010: 544 người.